# 基安布
基安布是東非國家肯雅的城鎮，由中部省負責管轄，海拔高度約1,720米，2010年人口27,359。基安布俱樂部在1916年成立，設施有高爾夫球場、網球場、游泳池等。